# Bicycle Race
«Bicycle Race» és un senzill del grup britànic de rock Queen. El senzill va ser llançat l'octubre de 1978 juntament amb «Fat Bottomed Girls», de l'àlbum Jazz. La cançó va ser escrita per Freddie Mercury.
La cançó és notable pel seu vídeo, que mostra una cursa de bicicletes amb dones nues al voltant de l'Estadi de Wimbledon. Va ser editat o prohibit en diversos països.
La cançó té una progressió d'acords molt poc comuna amb modulacions diverses, de 4/4 a 3/4, i de veus i harmonies de guitarra diverses.